# مرده از نظر من
مرده از نظر من (انگلیسی: Dead to Me) مجموعه اینترنتی کمدی سیاه اثر لیز فلدمن است که ۳ مه ۲۰۱۹ از نت‌فلیکس پخش شد. از بازیگران آن می‌توان به کریستینا اپل‌گیت و لیندا کاردلیانی اشاره کرد. فصل اول این مجموعه نظر منتقدین را جلب کرد و در ژوئن ۲۰۱۹ از سوی نت‌فلیکس برای یک فصل دیگر تمدید شد.